# ハヤフサヒデト
ハヤフサ ヒデト（隼秀人、1904年（明治37年）11月7日 - 1991年（平成3年）6月11日）は、日本の俳優、映画監督、脚本家。本名は広瀬 数夫（ひろせ かずお）。
昭和の鳥人と呼ばれ、日本映画に冒険活劇というジャンルを切り拓いた戦前期のアクション・スター。日本に於ける"スタントマンのいらないアクション・スターの元祖"といわれる。　

## 来歴・人物
広島県広島市舟入町（現中区舟入町）出身。呉市説もある。身長160センチ、体重62キロと小柄ながらずば抜けた運動神経の持ち主で、旧制中学を二年で中退後、柔道教師を経て1923年伊太利サーカス団入団。生来の身軽さを活かし、翌1924年の京都巡業で日本人として初めて空中飛行を成功させるなど、空中飛行専門士として活躍した。柔道は三段で大日本武徳会で柔道教師をしていたといわれる。1926年、尾上松之助の知人の紹介で日活入社。芸名を「隼秀人」とし1927年『水戸黄門』、『剣侠』などに出演。同年退社し東亜キネマ入り。ここでスポーツの万能さを見込まれ、怪奇時代劇『慶安妖飛録』の主役に抜擢される。1931年、大江秀夫監督の『踊る若者』で現代劇に転じ、大正時代に「鳥人スター」として鳴らした高木新平に対して昭和の鳥人スターと呼ばれ、大江とのコンビで数々の活劇・冒険物に主演し人気を博した。
東亜キネマが代行会社・東活映画に受け継がれると原作・台本なども手がけ東活解散後、1932年宝塚キネマを経て1933年、同社が経営難から製作停止となると、大江とのコンビで大都映画に迎えられた。1934年の『与太者学第一課』から「ハヤブサヒデト」と片仮名にし、1935年『闇に叫ぶ狼』からは「八代哲」、「八代毅」名で監督にも進出。『跳ね廻る鳥人』『裏街の大統領』『肉弾鉄壁突破』『俺の運ちゃん時代』『結婚突撃隊』『無敵乱闘王』『大当り冒険王』『消ゆるオートバイ』『街の爆弾児』『驀走する与太郎』『俺は駄々っ子』『空飛ぶ青春』など、この大都映画時代に、主演作約70本、監督作60本、自作自演の監督兼主演作約48本と獅子奮迅の活躍を見せ、大都映画の看板スターとして一世を風靡した。スタントマンなしで、ビルからビルに飛び移り、バイクでもビルの屋上や線路を疾走。サーカス仕込みの派手なアクションで大人も子供も夢中にさせた。これらは戦後の月光仮面などの原型ともいわれる。また私生活でも撮影所に颯爽とバイクで乗り付け、共演した人気女優・琴路美津子（大都映画創立者・河合徳三郎の娘）と結婚、サクセスストーリーを体現した。
1940年、映画会社の新編成にはみ出し大都を退社。戦時に満州映画（満映）に招かれる。渋る妻を伴い満映監督の肩書きを持って悠々満州に渡る。第2の李香蘭づくりを指令され、新京の放送局から歌の上手な娘を自らスカウトし「顧萍」の芸名で『月弄花影』を撮るがうまくいかなかった。他に芦田伸介のデビュー映画『血銭芙蓉』など、本名「広瀬数夫」名で3本の作品を監督し終戦。満映理事長・甘粕正彦には可愛がられ、甘粕が自殺に服用した青酸カリを渡したのはハヤフサという。戦後の混乱で妻を病気で亡くした後、自身も命からがら帰国。1948年松竹入りし江戸川乱歩原作の『一寸法師』に出演しカムバック。1949年、映畫配給株式會社の初製作作品『快傑ハヤブサ』を監督・主演するが、文芸映画の増え始めた当時の日本映画界に於いては出番は限られ、知人の紹介で1951年、山口県下関市の下関松竹の劇場支配人となる。この場所で小津安二郎監督の『東京物語』などの興行も手がけた。1953年、新人女優だった岸惠子の主演作『疾風からす隊』の端役出演が最後となり映画界から退いた。その後下関で「バー・ハヤフサ」を経営。二度一般人の女性と結婚した後、1970年三人目の妻を伴い東京に戻り、小岩でバーや小料理屋を経営。この妻とも死別して1980年頃は、埼玉県北葛飾郡庄和町（現・春日部市）の娘の家に身を寄せた。1991年、埼玉県の老人ホームで86年の生涯を閉じた。糖尿病による失明に苦しみながら、施設での生活を映画にする日を夢見て脚本を書いていたという。
大都映画の作品は、当時の評論家からも「粗製乱造」だと無視され、現在でもその評価は変わらない。また大都映画が戦時下に統合され姿を消し、フィルムの大半が消失した事もあり、ハヤフサも完全に忘れられた存在となっていた。しかし2000年代に入り現代美術家の岩井成昭が、大都映画が撮影所を置いた東京西巣鴨のNPO法人の依頼で、アートによる地域振興を進めるうちハヤフサの存在を知り、地元の子供と大人混成でハヤフサを調査。その課程を記録したドキュメンタリー映画『ハヤブサ・ヒデトを探して』と、フィルムが現存する唯一の大都映画時代のハヤフサ作品『争闘阿修羅街』が近年、東京やハヤフサの故郷・広島などで上映されたり、書籍で紹介されるなど再び光があたっている。